# باب خرسم
باب خرسم (درخرسه )، روستایی از توابع بخش ساردوئیه شهرستان جیرفت در استان کرمان ایران است. 
این روستا، مشتمل بر دو بخش باب خرسم اولیا و باب خرسم سفلی است. 
در حال حاضر ، باب خرسم اولیا خالی از سکنه شده است. اما در باب خرسم سفلی، خانوار هایی از دودمان کهن تُمیلی ساکن هستند.
متاسفانه عدم رسیدگی مسئولان و صعب العبور بودن منطقه در کنار نبود جاده مناسب موجب پیدایش پدیده مهاجرت جوانان تُمیلی از این منطقه به شهر شده است به گونه ایی که جمعیت این روستا در دهه گذشته به کمتر از خمس کاهش یافته است.
پیشه ساکنان باب خرسم از گذشته های دور تا به امروز، دامداری و همچنین پرورش درختان گردو می باشد.

## جمعیت
این روستا در دهستان گور قرار دارد و بر اساس سرشماری مرکز آمار ایران در سال ۱۳۸۵، جمعیت آن زیر سه خانوار بوده‌است.